# Kölschbach
Kölschbach war ein Ortsteil der Gemeinde Windeck in Nordrhein-Westfalen.

## Lage
Das Dorf lag in Alleinlage auf dem Nutscheid.

## Geschichte
Kölschbach gehörte zum Kirchspiel Dattenfeld und zur Gemeinde Dattenfeld.
1830 hatte Külschbach 38 Bewohner.
1845 hatte der Weiler 35 Einwohner in sieben Häusern.
1888 hatte Kölschbach noch 27 Bewohner in vier Häusern.
1950 wohnten hier die Landwirte Heinrich Fuchs und Wilhelm Schmeis.
1962 waren hier nur noch sechs Menschen wohnhaft, 1973 wurde die Siedlung nach einem Brand endgültig aufgegeben.